# Chaetocnema cachani
Chaetocnema cachani is een keversoort uit de familie bladkevers (Chrysomelidae). De wetenschappelijke naam van de soort werd in 2001 gepubliceerd door Biondi.